# Navia (vehículo)
Navia es un vehículo eléctrico de 10 pasajeros fabricado por Induct Technology de Francia.  Funciona a una velocidad máxima de 20 km/h, con cuatro unidades LIDAR (Light Detection and Ranging), junto con cámaras ópticas estereoscópicas, para generar en tiempo real un mapa 3D de su entorno. No requiere rieles, cables u otros cambios de tráfico.
Se está probando en los campus en Suiza, el Reino Unido y Singapur. 

## Aplicaciones
Está previsto usar para el transporte de pasajeros entre Singapur, Universidad Tecnológica de Nanyang (NTU), y CleanTech Park de JTC Corporación sobre una ruta de 2 km. Los pasajeros seleccionan su parada de destino en una pantalla táctil.